# Ливанов, Владимир Александрович
Владимир Александрович Ливанов — советский учёный, инженер-металлург, доктор технических наук, один из основателей металлургии лёгких сплавов СССР.

## Биография
Родился в 26 июня 1908 года в Оренбурге. Член КПСС.
С 1929 года — на хозяйственной работе. В 1932 году окончил Московский институт цветных металлов и золота. В 1929—1983 гг. — инженер-металлург, главный металлург, главный инженер завода № 150 (ныне — Ступинского металлургического завода).
Доцент, профессор (1960), в 1979—1987 годах заведующий кафедрой «Металловедение и технология термической обработки» Московского авиационного технологического института имени Циолковского.
Умер 26 декабря 1991 года.

## Награды и звания
За разработку и внедрение в производство метода бесслиткового проката цветных металлов был в составе коллектива удостоен Сталинской премии 1943 года 2-й степени.
За создание машины для литья крупных листовых слитков из лёгких сплавов был в составе коллектива удостоен Сталинской премии 1946 года 3-й степени.
За разработку технологии и изготовление отливок для реактора был в составе коллектива удостоен Сталинской премии по Постановлению СМ СССР № 3045-1305сс от 31 декабря 1953 года.
Лауреат Ленинской премии (1966). Заслуженный деятель науки и техники РСФСР (1983). Почётный гражданин города Ступино (1995, посмертно). Автор 36 изобретений СССР и 13 иностранных патентов.

## Основные труды
- Водород в титане. Авторы: В. А. Ливанов, А А.Буханова, Б. А. Колачев. М.: Металлургия, 1962 г. 245 с., илл.
- Механические свойства титана и его сплавов / Б. А. Колачев, В. А. Ливанов, А. А. Буханова. — Москва: Металлургия, 1974. — 543 с.: ил., схем., табл.
- Металловедение и термическая обработка цветных металлов и сплавов. Авторы: Колачев Б. А., Елагин В. И., Ливанов В. А. Учебник для вузов. 3-е изд., перераб. и доп. — М.: «МИСИС», 1999., 416 с.
- Непрерывное литье алюминиевых сплавов. Авторы: Габидуллин Р. М., Ливанов В. А., Шипилов В.С. М.: Металлургия, 1977., 168 с.